# (26139) 1993 TK32
A (26139) 1993 TK32 a Naprendszer kisbolygóövében található aszteroida. Eric Walter Elst fedezte fel 1993. október 9-én.